# Ouverture (Lazza)
Ouverture è un singolo del rapper italiano Lazza, pubblicato il 4 aprile 2017 per Sony come estratto dell'album Zzala.

## Descrizione
Il brano è costituito da due sezioni con diversa base musicale, sulle quali Lazza canta adottando flow diversi: la prima, suonata da Lazza stesso al pianoforte, consiste nell'esecuzione del Notturno n. 20 in Do diesis minore del compositore polacco Chopin, mentre la seconda è una base realizzata da Low Kidd e Lazza.
È stato reso disponibile anche il videoclip della canzone, realizzato da Alessandro Murdaca e Hell Raton.

## Tracce
1. Ouverture – 3:34